# Fatale Attraction (film, 1980)
Pour le film indien de 2003, voir Fatale Attraction (film, 2003).
Pour les articles homonymes, voir Head On.
Pour plus de détails, voir Fiche technique et Distribution.
Fatale Attraction (Head On ou Fatal Attraction aux États-Unis) est un film canadien réalisé par Michael Grant, sorti en 1980.

## Synopsis
Le jeu de rôle sexuel d'un couple les force à agir en public, ce qui n'est pas sans conséquences.

## Fiche technique
- Titre français : Fatale Attraction
- Titre original : Head On
- Réalisation : Michael Grant
- Scénario : James Sanderson et Paul Illidge
- Musique : Nathan Sassover
- Photographie : Anthony B. Richmond
- Montage : Gary Oppenheimer
- Production : Michael Grant et Alan Simmonds
- Société de production : Michael Grant Productions
- Pays :  Canada
- Genre : Drame
- Durée : 86 minutes
- Dates de sortie : 
  -  Canada : 7 septembre 1980 (festival international du film de Toronto), 11 décembre 1981

## Distribution
- Sally Kellerman : Michelle Keys
- Stephen Lack : Peter Hill
- Lawrence Dane : Frank Keys
- J. P. Linton : Gad Bernstein
- John Huston : Clarke Hill
- Patrick Crean : le maître d'escrime
- Mina E. Mina : Karim
- Steve Pernie : Alston
- Maxwell Moffett : Henry

## Distinctions
Le film a été présenté en sélection officielle en compétition lors de Berlinale 1981,.